# Sasunaga basiplaga
Sasunaga basiplaga là một loài bướm đêm trong họ Noctuidae.